# Власова, Ирина Владимировна
Ирина Владимировна Власова (18 августа 1935 — 19 марта 2014) — советский и российский учёный-историк, доктор исторических наук (1988), профессор (1989). Заслуженный деятель науки Российской Федерации (2003). Лауреат Государственной премии Российской Федерации в области науки и техники (1992).

## Биография
Родилась 18 августа 1935 года в Вологде в семье служащих.
В 1958 году окончила кафедру этнографии исторического факультета Московского государственного университета.
С 1958 по 2014 годы работала в Институте этнологии и антропологии АН СССР — РАН: с 1958 по 1965 годы — научно-техническим и старшим научно-техническим сотрудником, с 1965 по 1980 годы — младшим научным сотрудником, с 1980 по 1988 годы — старшим научным сотрудником и одновременно — руководителем группы «Историческая этнография русских», с 1989 по 1995 годы — ведущим научным сотрудником и одновременно с 1995 по 2007 годы — заведующая отделом русского народа. С 2007 по 2014 годы — главный научный сотрудник ИЭА РАН.
В 1971 году в ИЭА РАН защитила диссертацию на соискание учёной степени кандидата исторических наук по теме: «Сельское расселение в Устюжском крае в XVIII — первой четверти XX века». В 1988 году защитила докторскую диссертацию на соискание учёной степени доктора исторических наук по теме: «Традиции крестьянского землепользования в Поморье и Западной Сибири в XVII—XVIII веков».
Помимо основной деятельности И. В. Власова с 1993 по 2002 годы была ответственным редактором, с 2002 года — членом редколлегии журнала «Этнографическое обозрение». И. В. Власова была участник многих международных конгрессов и симпозиумов, всероссийских научных конференций, региональных совещаний и сессий.
И. В. Власова автор многочисленных монография и работ по истории России. Основанные на многолетних полевых и архивных материалах фундаментальные труды И. В. Власовой по этнической истории и демографии русского народа, региональной этнографии русских широко известны среди отечественных и зарубежных исследователей, востребованы в учебных курсах по исторической этнографии и в практике экспедиционной работы многих вузов и научных центров

## Награды
- Заслуженный деятель науки Российской Федерации (2003 — «За заслуги в научной деятельности»)
- Государственная премия Российской Федерации в области науки и техники (1992 — за цикл монографий «Традиционная культура русского народа в XVII — начале XX вв.»)

## Память
- Памяти И. В. Власовой в ИЭА РАН проводятся «Власовские чтения» (в 2019 году в пятый раз).